# 糸魚川発電所
糸魚川発電所（いといがわはつでんしょ）は、新潟県糸魚川市にある火力発電所。

## 概要
太平洋セメントが電力卸供給事業(IPP事業)として2001年7月1日に運転を開始した。その後2003年4月に電源開発と共同事業化協定を締結し、両社が共同出資して設立した糸魚川発電株式会社が経営する発電所となった。
2022年にはイーレックスが株式の64%を取得し、ベトナムから輸入したソルガムを用いたバイオマス発電への転換が進められている。

## 発電設備
1号機
定格出力：14.9万kW
使用燃料：石炭
営業運転開始：2001年7月1日

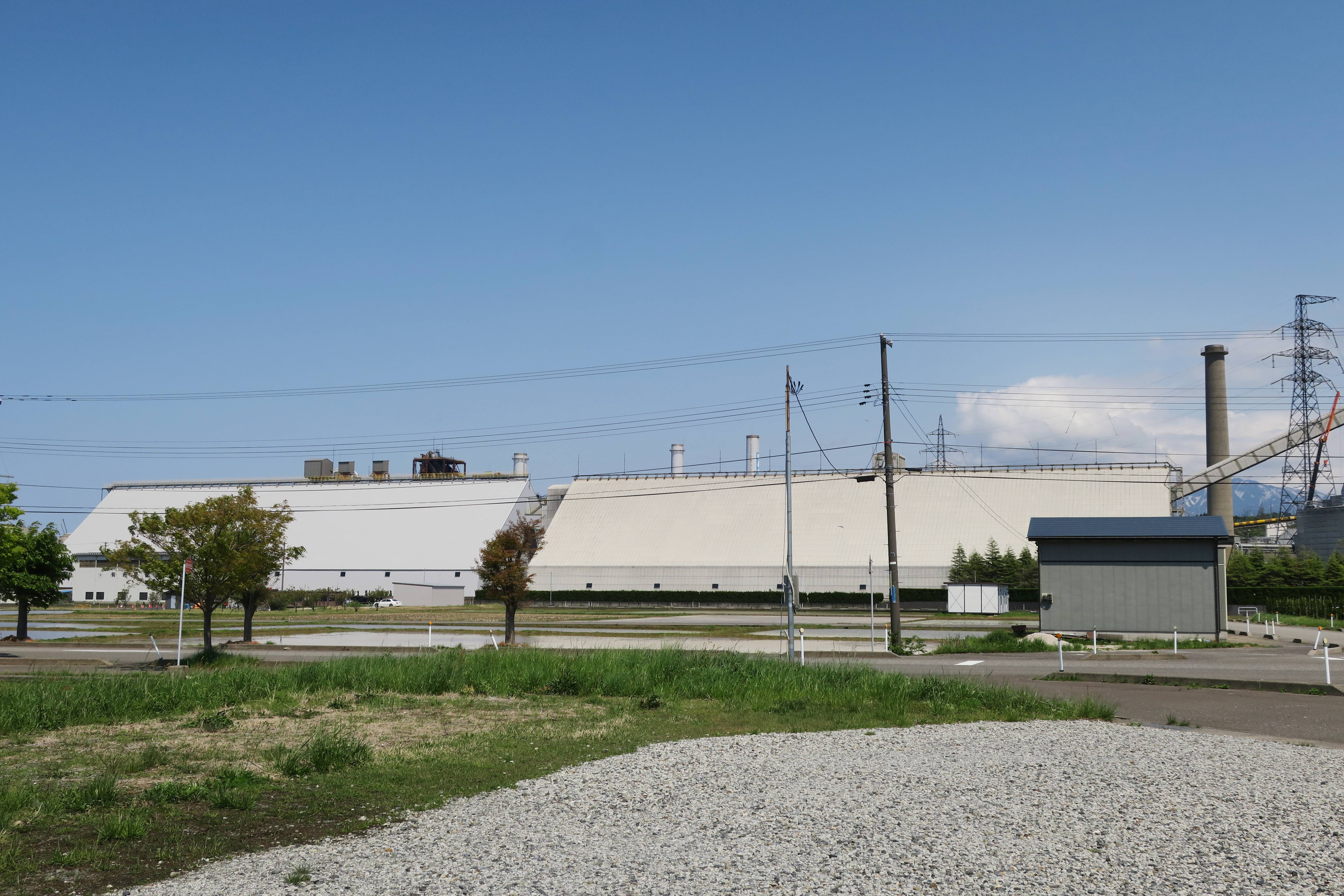
貯炭場